# Riddarfilm
Riddarfilmer handlar om riddare och utspelar sig ofta under medeltiden.

## Riddarfilmer
- Ivanhoe – den svarte riddaren (1952)
- Riddarna av runda bordet (1953)
- Monty Pythons galna värld (1974)
- Ivanhoe (1982)
- En riddares historia (2001)
- Arn – Tempelriddaren (2007)
- Arn – Riket vid vägens slut (2008)